# 斯波正夫

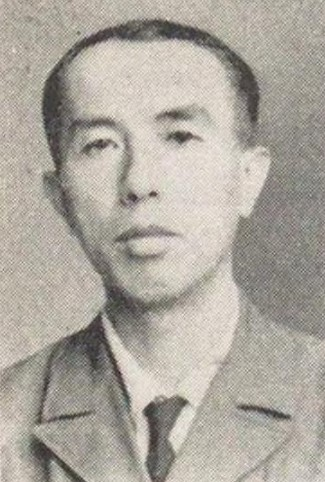
斯波正夫

斯波 正夫（しば まさお、1902年（明治35年）12月13日 - 1983年（昭和58年）12月18日）は、昭和期の実業家、政治家、華族。貴族院男爵議員。

## 経歴
東京帝国大学教授・斯波忠三郎の長男として生まれる。父の死去に伴い、1934年（昭和9年）11月1日、男爵を襲爵した。
1928年（昭和3年）東京帝国大学経済学部を卒業。同年、三井合名会社に入社し、その後、三井不動産管理部管理長を務めた。
1945年（昭和20年）10月27日、貴族院男爵議員補欠選挙で当選し、公正会に所属して活動し、1947年（昭和22年）5月2日の貴族院廃止まで在任した。

## 親族
- 母：隈子（くまこ、進十六四女）[1][4]
- 妻：望子（もちこ、浅野長之二女）[1]
- 長男：斯波正誼[1]